# 3537 Jürgen
3537 Jürgen è un asteroide della fascia principale. Scoperto nel 1982, presenta un'orbita caratterizzata da un semiasse maggiore pari a 2,5886890 UA e da un'eccentricità di 0,1549197, inclinata di 15,17538° rispetto all'eclittica.